# Остроумов, Лев Александрович
Лев Александрович Остроумов (21.09.1934 — 15.12.2022) — российский учёный в области технологии молочных продуктов, доктор технических наук, профессор, заслуженный деятель науки и техники РФ.
Родился 21 сентября 1934 г. в Астрахани.
Окончил Вологодский молочный институт (1957), специальность: инженер-технолог молочной промышленности.
Трудовая деятельность:
- 1957-1959 — главный инженер гормолзавода Акмолинского молочного комбината, Казахская ССР.
- 1959—1965 — младший научный сотрудник лаборатории сыроделия ВНИИ маслоделия и сыроделия (г. Углич).
- 1965—1982 — ведущий инженер технологической лаборатории, руководитель технологического отдела, заместитель директора по научной работе Алтайского филиала ВНИИ маслоделия и сыроделия (г. Барнаул).
- 1982—2013 — заведующий кафедрой «Технология молока и молочных продуктов», декан факультета технологии молока и молочных продуктов, проректор по научной работе (1993—2003), профессор кафедры «Технология молока и молочных продуктов» Кемеровского технологического института пищевой промышленности.

С 2013 г. — профессор-консультант Испытательного центра ГБУ «Ярославский государственный институт качества сырья и пищевых продуктов».
С 2018 г. — ведущий научный сотрудник научно-образовательного центра НИУ в г. Кемерово.
Сферы научных интересов:
- Состав и свойства молока;
- Биотехнологические и физико-химические основы производства молочных продуктов;
- Комбинированные молочные продукты;
- Новые виды молочных продуктов;
- Совершенствование технологии производства твёрдых и мягких сыров.

Диссертации:
- Влияние бактериальных заквасок, подобранных по аминокислотному составу, на качество советского сыра : диссертация … кандидата технических наук : 05.00.00 / Л. А. Остроумов. — Ереван, 1970. — 194 с. : ил.
- Биотехнологические основы производства сыров с высокой температурой второго нагревания : диссертация … доктора технических наук : 05.18.04. — Кемерово, 1992. — 481 с. : ил.

Автор (соавтор) свыше 200 научных статей, 57 изобретений. По его патентам освоено производство около 40 новых видов молочной продукции.
Основатель научной школы «Разработка новых молочных продуктов, физико-химические и биотехнологические основы производства молочных продуктов, исследование особенностей трансформации составных частей молока при его обработке». Под его руководством защищено более 100 кандидатских и 14 докторских диссертаций.
Сочинения:
- Улучшение качества и интенсификация процессов производства советского сыра: обзорная информация / Л. А. Остроумов. ЦНИИТЭИММП. — 1975. — 32 с.
- Биологические методы управления процессом производства сыров с высокой температурой второго нагревания: обзорная информация / Л. А. Остроумов. АгроНИИТЭИММП. — 1993. — 40 с.
- Влияние активной кислотности на пропионовокислое брожение в советском сыре / Л. А. Остроумов, В. А. Бабушкина, С. А. Говорюткина // Биология микроорганизмов и их использование в народном хозяйстве: сб. трудов. Иркутск, 1977. — С. 7-63.
- Роль диффузионно-адсорбционных процессов в образовании рисунка в сырах с высокой температурой второго нагревания / Л. А. Остроумов, A.A. Майоров // XX Международный молочный конгресс. -Париж, 1978. С. 234.
- Применение радиационных методов контроля в сыродельной промышленности / Л.A. Остроумов, Н. И. Одегов, A.A. Майоров // Обзорная информация. -ЦНИИТЭИММП. 1979. — 25 с.
- Вклад Кемеровского технологического института пищевой промышленности в науку о молоке / Л. А. Остроумов // Техника и технология пищевых производств. — 2012. — № 3. — С. 68-76.

Лауреат Премии Правительства Российской Федерации в области науки и техники 2008 года — за создание технологий и аппаратурного оформления производства молочных продуктов нового поколения на основе многофазных дисперсных структур.
Заслуженный деятель науки и техники РФ (10.04.1995).
Патенты: Inventor: Лев Александрович Остроумов